# Catognatha
Catognatha is een kevergeslacht uit de familie van de boktorren (Cerambycidae). De wetenschappelijke naam van het geslacht werd voor het eerst geldig gepubliceerd in 1851 door Blanchard in Gay.

## Soorten
Catognatha is monotypisch en omvat slechts de volgende soort:
- Catognatha gracilis Blanchard, 1851